# Ordre du Service distingué
Pour les articles homonymes, voir DSO.
L'ordre du Service distingué (Distinguished Service Order ou DSO en abrégé), récompense militaire britannique, a été créé par la reine Victoria le 9 novembre 1886 en reconnaissance de services méritoires ou distingués individuels en temps de guerre.
C'est un ordre militaire qui ne comprend qu'un seul grade, celui de compagnon (Companion), auquel seuls les officiers supérieurs sont admissibles, généralement à partir du grade de lieutenant-colonel.
Pour tous les grades inférieurs à celui de commandant (major), la Military Cross est accordée, et le DSO n'est attribué que pour une bravoure exceptionnelle, juste en deçà de celle qui justifierait la Croix de Victoria.
Il n'est attribué depuis le 1er janvier 1917 que pour bravoure sous le feu ennemi.
Jusqu'en 1943, il fallait avoir reçu une citation (Mentioned in Despatch, MiD) pour recevoir l'ordre.
Le DSO est alors la seconde récompense militaire la plus prestigieuse, après la croix de Victoria (Victoria Cross).
Les membres de l'ordre ont le droit de porter après leur nom les initiales DSO (lettres post-nominales).
L'insigne de l'ordre est une croix en or émaillée de blanc.
- Avers : centre en émail rouge, chargé de la couronne impériale d'or entourée d'une couronne de laurier d'émail vert.
- Revers : centre en émail rouge chargé du chiffre royal d'or (Royal Cypher) - propre à chaque souverain - dans une couronne de laurier en émail vert.

Le ruban est rouge bordé de bleu.
Il peut être attribué deux fois (on dit alors DSO and bar), voire plus, avec apposition d'une barrette en or sur le ruban pour chaque nouvelle attribution.
La barrette unie est en or et porte la couronne impériale en son centre. L'année où elle est décernée est gravée au revers.
En petite tenue, chaque barrette est représentée par une rosette sur le ruban.
La première personne de l'armée britannique à avoir obtenu une deuxième barrette (donc 3e attribution), fut l'As de l'aviation de la Première Guerre mondiale Albert Ball.
Le lieutenant-colonel Paddy Mayne, qui commanda le SAS après la capture de David Stirling par les Allemands, fut décoré quatre fois (DSO and 3 bars) au titre de la guerre 39-45.
Durant la Seconde Guerre mondiale, le DSO a été attribué à 870 officiers de la RAF, dont 62 avec une barrette (bar), 8 avec une seconde et 2 avec une troisième.
Depuis la réforme de 1993, le DSO peut être attribué aux officiers de tout grade pour faits de commandement (command and leadership).
Pour actes de courage en présence de l'ennemi, c'est désormais la Conspicuous Gallantry Cross qui est décernée aux officiers.

## Liste de personnes ayant reçu le DSO
De 1918 à 2017, l’insigne de l’Ordre du service distingué a été décerné environ 16 935 fois, en plus de 1 910 barrettes. Les chiffres jusqu’en 1979 sont présentés dans le tableau ci-dessous, les dates reflétant les entrées pertinentes dans la London Gazette:
| Période                           |           | Croix  | Une barette | Deux barettes | Trois barettes |
| --------------------------------- | --------- | ------ | ----------- | ------------- | -------------- |
| Avant la Première Guerre mondiale | 1886–1913 | 1 732  | –           | –             | –              |
| Première Guerre mondiale          | 1914–1919 | 9 881  | 768         | 76            | 7              |
| Entre-deux-guerres                | 1919–1939 | 148    | 16          | –             | –              |
| Seconde Guerre mondiale           | 1939–1946 | 4 880  | 947         | 59            | 8              |
| Après-guerre                      | 1947–1979 | 204    | 20          | 5             | 1              |
| Total                             | 1886–1979 | 16 845 | 1 751       | 140           | 16             |

Ressortissants du Commonwealth : maréchal Harold Alexander, Wing Commander de la RAF John Robert Baldwin, général Peter de la Billière, général Mike Calvert (officier des Chindits puis du Special Air Service), général Adrian Carton de Wiart, Richard Casey (gouverneur général d'Australie), colonel Edmund "Trotsky" Davies (officier du SOE en Albanie), général Bernard Fergusson, Baron Ballantrae, Xan Fielding (écrivain et officier du SOE), lieutenant-colonel Brian Franks (officier du Special Air Service), général Simon Fraser (15e Lord Lovat), général John Bagot Glubb dit Glubb Pacha (chef de la Légion arabe), maréchal John Vereker Gort (commandant du corps expéditionnaire britannique en France en 1940), maréchal John Harding, général de brigade James Hargest (député néo-zélandais), général d'aviation Lewis Hodges, général Brian Horrocks, lieutenant-colonel Sydney Hudson (officier du SOE en France puis de la Force 136), Geoffrey Barnish (lieutenant commander du HMS Fairy), Peter Kemp (aventurier, écrivain, agent du SOE puis du MI6), général James Joseph Kingstone, général Robert Laycock (chef des opérations combinées), Patrick Leigh Fermor (écrivain voyageur et officier du SOE en Grèce), lieutenant-colonel John Masters (officier des Chindits), lieutenant-colonel Neil McLean (officier du SOE puis du MI6), général Frank Messervy, maréchal Bernard Montgomery, général Nigel Poett, maréchal William Joseph Slim, colonel Henry Abel Smith, lieutenant-colonel David Stirling (officier du Special Air Service), Bill Tilman (soldat, aventurier, alpiniste, navigateur, agent du SOE), général Philip Toosey (le véritable commandant du camp du film Le Pont de la rivière Kwaï), maréchal Henry Maitland Wilson, général Orde Charles Wingate (commandant de la force Chindits en Birmanie), lieutenant-colonel Dennis C. Draper (bataille du mont Sorrel, Première Guerre mondiale), George Beurling, aviateur canadien (Flight Commander, héros de la Seconde Guerre mondiale), Edward Milford, major-général australien.
Français : général Jean de Douhet de Romananges, lieutenant-colonel Bontemps (Chef de Corps du 126e R.I., remis en Italie 1918), général Paul Azan, général Louis-Émile Bertin, général Marcel Bigeard, Jacques Pâris de Bollardière (DSO and bar), général Jean Bouffet, général Gabriel Bougrain, Commandant Paul Cavalier, colonel Pierre Château-Jobert, colonel Henry Chombart de Lauwe, Édouard Corniglion-Molinier, général Jean Crépin Joseph Dubar, amiral Henri du Couëdic de Kerérant, général Jules Decamp, Jean Demozay, général Henri Descoins, André Dewavrin-Passy, général André Dody, Maurice Duthilleul, François Fouquat, Pierre Fourcaud, capitaine François Girot de Langlade, général Alphonse Georges, Max Guedj, colonel Michel Hollard, François Ingold, maréchal Alphonse Juin, maréchal Marie-Pierre Kœnig, lieutenant-colonel François de La Rocque, Philippe Livry-Level, Louis de La Bardonnie, commandant Georges Loustaunau-Lacau, maréchal Philippe Leclerc de Hauteclocque, Philippe Livry-Level, Bob Maloubier, André Malraux, Raymond Mary-Basset, général Jacques Massu, Gilbert Renault, colonel Jean Stanislas Rémy, Godefroy Scamaroni, dit Fred Scamaroni, général Jean Simon, Commandant Jean-Guy Sanchez, Gustave Bertrand, George Levin , Blanche Albert, vice-amiral Pierre Bréart de Boisanger, Pierre Deshayes, Jean  Chrétien, général de brigade, chef des services de contre-espionnage en Afrique du Nord puis au sein de la DGER durant la Seconde Guerre mondiale.
Américain : commandant Frederick Russell Burnham
Belge : docteur Ivan Colmant, Gilbert Sadi Kirschen, colonel Georges Olivier, baron Jean de Blommaert de Soye